# Карлос Канісалес
Карлос Антоніо Канісалес Сівіра (ісп. Carlos Antonio Cañizales Civira; 11 березня 1993) — венесуельський професійний боксер, чемпіон світу за версією WBC (2025) та регулярний чемпіон WBA (Regular) (2018—2021) в першій найлегшій вазі.

## Професіональна кар'єра
Дебютував на профірингу 2014 року. Впродовж 2014—2016 років здобув шістнадцять перемог поспіль.
31 грудня 2016 року вийшов на бій проти чемпіона WBA у першій найлегшій вазі Тагуті Рьоічі (Японія) і звів поєдинок внічию.
18 березня 2018 року завоював вакантний титул «регулярного» чемпіона WBA у першій найлегшій вазі, який двічі успішно захистив.
28 травня 2021 року зазнав поразки нокаутом від мексиканця Естебана Бермудеса.
23 січня 2024 року вийшов на бій проти об'єднаного чемпіона WBA (Super) та WBC у першій найлегшій вазі Терадзі Кенсіро (Японія) і програв рішенням більшості суддів.
26 грудня 2024 року вийшов на бій за вакантний титул чемпіона WBC у першій найлегшій вазі проти Паня Прадасбрі (Таїланд). Поєдинок, який відбувався в Бангкоку, проходив з перевагою Канісалеса, але перемогу рішенням більшості суддів віддали тайцю. Світова боксерська рада замовила негайний реванш. 1 серпня 2025 року в Каракасі з першого ж раунду венесуелець пішов в атаку, змусивши тайця перейти в глухий захист. В четвертому раунді Прадасбрі надіслав Канісалеса в нокдаун. Але в п'ятому Канісалес повернув ініціативу і нокаутував тайця ударом по корпусу, відібравши титул чемпіона.